# Giovanni Segantini

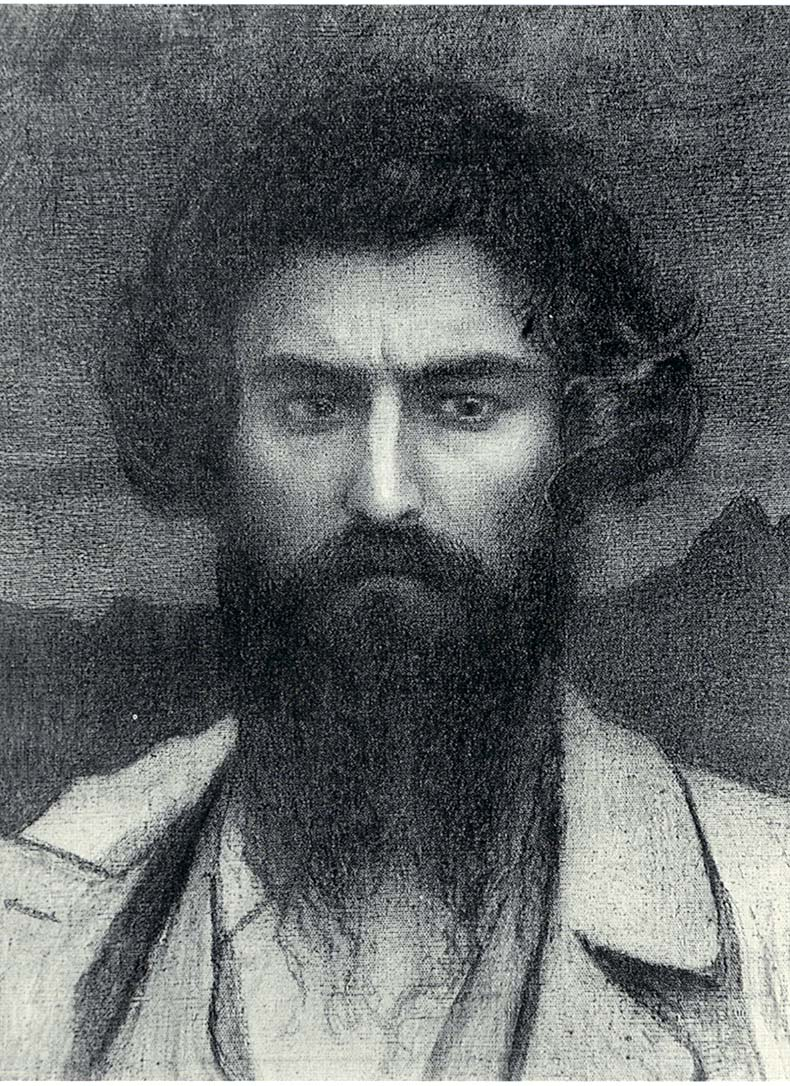
Giovanni Segantini, självporträtt 1895.

Giovanni Segantini, född den 15 januari 1858 i Arco i Sydtyrolen (på österrikiskt område), död den 29 september 1899 i Pontresina vid Oberengadin, var en italiensk målare.
Segantini blev svinaherde i bergstrakterna, kom senare till Milano, blev där lärling hos en fotograf och studerade vid Breraakademien. Han väckte först uppmärksamhet med en interiör av Koret i San Antonio och med genretavlor ur folklivet på gatorna och inomhus. Med understöd av en konsthandlare utbildade han sig i Brianza vidare på egen hand. År 1888 flyttade han till Savognin och 1894 till Maloja i högalperna. Alpnaturen blev nu hans motivkrets, högfjället med ängar och små sjöar med en krans av snötäckta tinnar i bakgrunden, med ren, genomskinlig luft, klara, lysande färger. Han målade det stickande solskenet, men också solnedgångens strålande glöd över snön, aftonskuggornas friska kyla och skymningen över de ändlösa vidderna, målade den majestätiska nattens överjordiska stillhet med övertygande, trovärdig enkelhet och äkta hemkänsla. Staffage i tavlorna är boskapen och deras vårdare, alpfolkets dagliga liv och arbete. Fastän han levde utanför konstvärlden, visar hans konst ändå en i ögonen fallande frändskap med föregångare inom natur- och livsskildring, med holländarna Anton Mauve och Jacob Maris och i teckningarna framför allt med Jean-François Millet (stämningar och ladugårdsinteriörer med boskap). 
Hans tidigare målningar – även porträtt – är utförda med bred pensel och flytande föredrag. Så är fallet exempelvis med det landskap, "Alla stanza" (hemåt), varmed han 1888 väckte stor uppmärksamhet (i det moderna galleriet i Rom). En målning med samma titel från 1895 i Berlins nationalgalleri – denna framställer ett föräldrapar, som drar sin döde sons lik hem på en kärra – är hållen i den teknik han då arbetat sig till, ett för honom nytt behandlingssätt i rena, oblandade färger, avsatta i korta, säkra penseldrag. Med detta tillvägagångssätt, som närmar sig franska impressionisters teknik, men som inte lär vara omedelbart påverkat av dem, nådde han den atmosfäriska lätthet och genomskinlighet, som han strävade efter. Målningssättet är ytterst omsorgsfullt och detaljerat, vissa detaljer är avslipade med pimsten och polerade, det händer att guldstoft är instrött i färgen för att åstadkomma intensiv ljuskraft. Den mödosamma tekniken förtar likväl inte skildringens naturfriskhet och poesi. 
Under sitt senare skede (1890-talet) sökte Segantini ibland uttryck för stämningen genom att i naturen införa symboliska väsen, Morgonens nymfer dansande över vattenytan, Kärleken vid livets källa, Det ondas källa. Han målade även sådana visioner som De vällustigas helvete, De onda mödrarna (det moderna galleriet i Wien), Livets ängel (Budapests galleri), Musikalisk allegori (triptyk, en ensam man vid pianot, kvinnliga väsen lyssnande utanför dörren, ett över jorden svävande par, buret av tonvågorna). Dessa kompositioner visar frändskap med engelska prerafaeliters teckningssätt. Georg Nordensvan skriver i Nordisk familjebok: "Det är dock ej på fantasikonstens område, han har sin styrka; högst står han i omedelbara, enkla, personliga natur- och lifsskildringar, främst i lugna harmonier med sträfvan till monumental storhet. Hans sista verk, den ej fullt afslutade triptyken Natur, lif, död, bildar en värdig afslutning på en ädel konstnärlig skaparverksamhet." 
Triptyken finns, jämte flera äldre arbeten, i det 1908 öppnade Segantinimuseet i Engadin. S. är representerad i många gallerier; i Rom finnes, förutom den redan nämnda "Hemåt", Ave Maria. Utanför Italien finnas målningar af Segantini i Nya pinakoteket i München, i Nationalgalleriet i Berlin, Mesdags museum i Haag med flera ställen. En av hans målningar, På bete i Alperna, förekom på Stockholmsutställningen 1897. Han utförde flera självporträtt. Österrikiska kultusministeriet utgav 1902 ett ståtligt praktverk, "Giovanni Segantini, sein Leben und sein Werk", med text av Franz Servaes. Han behandlas i monografier av William Ritter (1897), Ettore Zoccoli (1900), Primo Levi (samma år), Luigi Villari (samma år), Max Martersteig (1903), Marcel Montandon (samma år) och Franz Servaes (1908). Segantinis brev och uppsatser utkom i Leipzig 1909. Ett Segantiniverk med text av sonen Gottardo Segantini utkom i München 1913.